# Kurt Seiffert
Armin Kurt Seiffert (Detroit, 21 dicembre 1935) è un canottiere statunitense, medaglia d'oro nel due con di canottaggio ai Giochi olimpici di Melbourne 1956 con il ruolo di timoniere dell'armo statunitense.

## Palmarès
| Anno | Manifestazione  | Sede      | Evento  | Risultato |
| ---- | --------------- | --------- | ------- | --------- |
| 1956 | Giochi olimpici | Melbourne | Due con | Oro       |